# لیو لیپینگ
لیو لیپینگ (انگلیسی: Liu Liping؛ زادهٔ ۱ ژوئن ۱۹۵۸) بازیکن هندبال اهل چین بود.